# Gord Brown
Pour les articles homonymes, voir Brown.
Ne doit pas être confondu avec Gordon Brown.
Gordon Brown, dit Gord Brown, né le 31 août 1960 à Toronto et mort le 2 mai 2018 à Ottawa, est un homme politique canadien pro-vie.
À partir de 2004 jusqu'à sa mort, il est député à la Chambre des communes du Canada, représentant la circonscription ontarienne de Leeds—Grenville sous la bannière du Parti conservateur du Canada.

## Biographie
Gord Brown est diplômé de science politique de l'Université Carleton. Il était président de l'association locale du Parti progressiste-conservateur avant de briguer un siège aux communes. Il quitte les progressistes-conservateurs en 2000 pour rejoindre l'Alliance canadienne, emmenant avec lui plusieurs organisateurs progressistes-conservateurs.
Il se présente sous la bannière de l'Alliance canadienne dans l'élection fédérale de 2000 ; il est défait par le libéral Joe Jordan par seulement 55 voix (confirmé par recomptage). Il est de nouveau candidat en 2004, suivant la création du nouveau Parti conservateur du Canada par la fusion de l'Alliance canadienne avec le Parti progressiste-conservateur ; cette fois, il défait Jordan par près de 10 000 voix.

### Décès
Gord Brown est mort subitement le 2 mai 2018 d'une crise cardiaque dans son bureau d'Ottawa.